# Jean-Claude Bouquet
Jean-Claude Bouquet, född 7 september 1819, död 9 september 1885, var en fransk matematiker.
Bouquet blev 1870 professor vid Sorbonne. Tillsammans med Charles Briot utgav han ett stort antal mycket spridda läroböcker i högre matematik och mekanik, särskilt inom funktionsteori och geometri.